# Porphobilinogen-Desaminase
Porphobilinogen-Deaminase (PBG-D) (auch: Hydroxymethylbilan-Synthase, HMBS) ist das Enzym, das in allen Lebewesen die Eliminierungsreaktion und anschließende Polymerisation von vier Porphobilinogen-Molekülen zu Hydroxymethylbilan katalysiert. PBG-D ist daher notwendig für die Porphyrin-Biosynthese. Mutationen am HMBS-Gen des Menschen mit folgendem Mangel an PBG-D können zur akuten intermittierenden Porphyrie führen.
Von PBG-D gibt es beim Menschen zwei Isoformen, eine nur in Erythrozyten anzutreffende, die andere wird in den restlichen Gewebetypen exprimiert.

## Katalysierte Reaktion
4  + H2O ⇒
 + 4 NH3
Vier Moleküle Porphobilinogen polymerisieren zu einem Molekül Hydroxymethylbilan, wobei Wasser verbraucht wird und Ammoniak entsteht. Als Kofaktor ist Dipyrromethan notwendig, das gebunden wird und an welches die einzelnen Porphobilinogen-Moleküle zuerst schrittweise addiert werden.